# Inhaltskette
Unter einer Inhaltskette (auch Aliquot-Folge von engl. aliquot sequence) versteht man eine Folge positiver ganzer Zahlen, in der jede der Zahleninhalt (die Summe der echten Teiler) ihres Vorgängers ist.

## Formale Definition
Die Inhaltskette mit dem Startwert n oder Inhaltskette von n ist die Folge
{\displaystyle {\bigl (}n,\,s(n),\,s(s(n)),\,s(s(s(n))),\,\ldots {\bigr )},}
wobei {\displaystyle s(n)=\sigma (n)-n} mit der Teilersumme {\displaystyle \sigma }.

## Eigenschaften
Natürliche Zahlen, die über Inhaltsketten auf die gleiche Primzahl (abgesehen von der 0 und 1) führen, bilden eine Primzahlfamilie (engl. prime family), kurz auch P-Familie (engl. p-family) genannt. Eine Ringfamilie (engl. cycle family), kurz auch R-Familie genannt (engl. c-family), terminiert in einem Ring vollkommener, befreundeter oder geselliger Zahlen.
Perfekte Zahlen terminieren in einer perfekten Zahl, nämlich sich selbst (weil sie so definiert sind).
Befreundete Zahlen terminieren in einem Zykel mit einer Länge von 2 (weil sie so definiert sind).
Gesellige Zahlen terminieren in einem Zykel der Länge 3 oder größer (weil sie so definiert sind).
Inhaltsketten können beispielsweise in der factoring database generiert werden.
Die Catalan-Dickson-Vermutung (benannt nach Eugène Charles Catalan und Leonard Eugene Dickson) besagt, dass jede Inhaltskette periodisch wird oder mit 0 endet. Sie ist bis heute weder bewiesen noch widerlegt. Die Mathematiker Richard Kenneth Guy und John L. Selfridge nehmen allerdings an, dass die Catalan-Dickson-Vermutung falsch ist (was bedeuten würde, dass es Zahlen gibt, deren Inhaltsketten weder in der 0 noch in einer perfekten Zahl, noch in einem Zykel münden; ihre Inhaltskette wären somit unendlich lang).
Eine Zahl, die in keiner Inhaltskette vorkommt (mit Ausnahme als Startwert der eigenen Inhaltskette), nennt man unberührbare Zahl (vom englischen untouchable number).

## Beispiele
Beispiel 1:
Die Inhaltskette von 10 ist (10, 8, 7, 1, 0), hat somit eine Länge von {\displaystyle n=5} und terminiert in der 0:
{\displaystyle {\begin{aligned}s(10)&=1+2+5=8\\s(8)&=1+2+4=7\\s(7)&=1\\s(1)&=0\end{aligned}}}
Beispiel 2:
Die Inhaltskette von 95 ist (95, 25, 6, 6,...), hat somit eine Länge von n=3 und terminiert in der perfekten Zahl 6:
{\displaystyle {\begin{aligned}s(95)&=1+5+19=25\\s(25)&=1+5=6\\s(6)&=1+2+3=6\\s(6)&=1+2+3=6\\\ldots \end{aligned}}}
Beispiel 3:
Die Inhaltskette von 220 ist (220, 284, 220, 284, 220,...), hat eine Länge von {\displaystyle n=2} und terminiert in einem Zykel mit einer Länge von 2 (220 und 284 sind befreundete Zahlen):
{\displaystyle {\begin{aligned}s(\mathbf {220} )&=1+2+4+5+10+11+20+22+44+55+110=284\\s(284)&=1+2+4+71+142=\mathbf {220} \\s(\mathbf {220} )&=1+2+4+5+10+11+20+22+44+55+110=284\\s(284)&=1+2+4+71+142=\mathbf {220} \\\ldots \end{aligned}}}
Es sind weit über 363000 befreundete Zahlenpaare bekannt.
Beispiel 4:
Die Inhaltskette von 12496 ist (12496, 14288, 15472, 14536, 14264, 12496,...), hat eine Länge von {\displaystyle n=5} und terminiert in einem Zykel mit einer Länge von 5 (diese 5 Zahlen sind gesellige Zahlen):
{\displaystyle {\begin{aligned}s(\mathbf {12496} )&=1+2+4+8+11+16+22+44+71+88+142+176+284+568+781+1136+1562+3124+6248=14288\\s(14288)&=1+2+4+8+16+19+38+47+76+94+152+188+304+376+752+893+1786+3572+7144=15472\\s(15472)&=1+2+4+8+16+967+1934+3868+7736=14536\\s(14536)&=1+2+4+8+23+46+79+92+158+184+316+632+1817+3634+7268=14264\\s(14264)&=1+2+4+8+1783+3566+7132=\mathbf {12496} \\\ldots \end{aligned}}}
Dieser Zykel der Länge 5 ist der einzige bekannte. Es terminieren zum Beispiel die Inhaltsketten von 9464, 12032, 12496, 14264, 14288, 14536, 15472, 15476, 16312, 18922, ... in diesem Zykel.
Beispiel 5:
Die Inhaltskette von 14316 ist (14316, 19116, 31704, 47616, 83328, 177792, 295488, 629072, 589786, 294896, 358336, 418904, 366556, 274924, 275444, 243760, 376736, 381028, 285778, 152990, 122410, 97946, 48976, 45946, 22976, 22744, 19916, 17716, 14316,...) und terminiert in einem Zykel mit einer Länge von 28 (diese 28 Zahlen sind somit ebenfalls gesellige Zahlen).
s(014316) = 1 + 2 + 3 + 4 + 6 + 12 + 1193 + 2386 + 3579 + 4772 + 7158 = 19116
s(019116) = 1 + 2 + 3 + 4 + 6 + 9 + 12 + 18 + 27 + 36 + 54 + 59 + 81 + 108 + 118 + 162 + 177 + 236 + 324 + 354 + 531 + 708 + 1062 + 1593 + 2124 + 3186 + 4779 + 6372 + 9558 = 31704
s(031704) = 1 + 2 + 3 + 4 + 6 + 8 + 12 + 24 + 1321 + 2642 + 3963 + 5284 + 7926 + 10568 + 15852 = 47616
s(047616) = 1 + 2 + 3 + 4 + 6 + 8 + 12 + 16 + 24 + 31 + 32 + 48 + 62 + 64 + 93 + 96 + 124 + 128 + 186 + 192 + 248 + 256 + 372 + 384 + 496 + 512 + 744 + 768 + 992 + 1488 + 1536 + 1984 + 2976 + 3968 + 5952 + 7936 + 11904 + 15872 + 23808 = 83328
s(083328) = 1 + 2 + 3 + 4 + 6 + 7 + 8 + 12 + 14 + 16 + 21 + 24 + 28 + 31 + 32 + 42 + 48 + 56 + 62 + 64 + 84 + 93 + 96 + 112 + 124 + 128 + 168 + 186 + 192 + 217 + 224 + 248 + 336 + 372 + 384 + 434 + 448 + 496 + 651 + 672 + 744 + 868 + 896 + 992 + 1302 + 1344 + 1488 + 1736 + 1984 + 2604 + 2688 + 2976 + 3472 + 3968 + 5208 + 5952 + 6944 + 10416 + 11904 + 13888 + 20832 + 27776 + 41664 = 177792
s(177792) = 1 + 2 + 3 + 4 + 6 + 8 + 12 + 16 + 24 + 32 + 48 + 64 + 96 + 128 + 192 + 384 + 463 + 926 + 1389 + 1852 + 2778 + 3704 + 5556 + 7408 + 11112 + 14816 + 22224 + 29632 + 44448 + 59264 + 88896 = 295488
s(295488) = 1 + 2 + 3 + 4 + 6 + 8 + 9 + 12 + 16 + 18 + 19 + 24 + 27 + 32 + 36 + 38 + 48 + 54 + 57 + 64 + 72 + 76 + 81 + 96 + 108 + 114 + 144 + 152 + 162 + 171 + 192 + 216 + 228 + 243 + 288 + 304 + 324 + 342 + 432 + 456 + 486 + 513 + 576 + 608 + 648 + 684 + 864 + 912 + 972 + 1026 + 1216 + 1296 + 1368 + 1539 + 1728 + 1824 + 1944 + 2052 + 2592 + 2736 + 3078 + 3648 + 3888 + 4104 + 4617 + 5184 + 5472 + 6156 + 7776 + 8208 + 9234 + 10944 + 12312 + 15552 + 16416 + 18468 + 24624 + 32832 + 36936 + 49248 + 73872 + 98496 + 147744 = 629072
s(629072) = 1 + 2 + 4 + 8 + 16 + 39317 + 78634 + 157268 + 314536 = 589786
s(589786) = 1 + 2 + 294893 = 294896
s(294896) = 1 + 2 + 4 + 7 + 8 + 14 + 16 + 28 + 56 + 112 + 2633 + 5266 + 10532 + 18431 + 21064 + 36862 + 42128 + 73724 + 147448 = 358336
s(358336) = 1 + 2 + 4 + 8 + 11 + 16 + 22 + 32 + 44 + 64 + 88 + 176 + 352 + 509 + 704 + 1018 + 2036 + 4072 + 5599 + 8144 + 11198 + 16288 + 22396 + 32576 + 44792 + 89584 + 179168 = 418904
s(418904) = 1 + 2 + 4 + 8 + 52363 + 104726 + 209452 = 366556
s(366556) = 1 + 2 + 4 + 91639 + 183278 = 274924
s(274924) = 1 + 2 + 4 + 13 + 17 + 26 + 34 + 52 + 68 + 221 + 311 + 442 + 622 + 884 + 1244 + 4043 + 5287 + 8086 + 10574 + 16172 + 21148 + 68731 + 137462 = 275444
s(275444) = 1 + 2 + 4 + 13 + 26 + 52 + 5297 + 10594 + 21188 + 68861 + 137722 = 243760
s(243760) = 1 + 2 + 4 + 5 + 8 + 10 + 11 + 16 + 20 + 22 + 40 + 44 + 55 + 80 + 88 + 110 + 176 + 220 + 277 + 440 + 554 + 880 + 1108 + 1385 + 2216 + 2770 + 3047 + 4432 + 5540 + 6094 + 11080 + 12188 + 15235 + 22160 + 24376 + 30470 + 48752 + 60940 + 121880 = 376736
s(376736) = 1 + 2 + 4 + 8 + 16 + 32 + 61 + 122 + 193 + 244 + 386 + 488 + 772 + 976 + 1544 + 1952 + 3088 + 6176 + 11773 + 23546 + 47092 + 94184 + 188368 = 381028
s(381028) = 1 + 2 + 4 + 95257 + 190514 = 285778
s(285778) = 1 + 2 + 43 + 86 + 3323 + 6646 + 142889 = 152990
s(152990) = 1 + 2 + 5 + 10 + 15299 + 30598 + 76495 = 122410
s(122410) = 1 + 2 + 5 + 10 + 12241 + 24482 + 61205 = 97946
s(097946) = 1 + 2 + 48973 = 48976
s(048976) = 1 + 2 + 4 + 8 + 16 + 3061 + 6122 + 12244 + 24488 = 45946
s(045946) = 1 + 2 + 22973 = 22976
s(022976) = 1 + 2 + 4 + 8 + 16 + 32 + 64 + 359 + 718 + 1436 + 2872 + 5744 + 11488 = 22744
s(022744) = 1 + 2 + 4 + 8 + 2843 + 5686 + 11372 = 19916
s(019916) = 1 + 2 + 4 + 13 + 26 + 52 + 383 + 766 + 1532 + 4979 + 9958 = 17716
s(017716) = 1 + 2 + 4 + 43 + 86 + 103 + 172 + 206 + 412 + 4429 + 8858 = 14316
...
Dieser Zykel der Länge 28 ist der einzige bekannte. Es terminieren zum Beispiel die Inhaltsketten von 2856, 3360, 5784, 5916, 7524, 7860, 8736, 9052, 9204, 10328, 14316, 17496, ... in diesem Zykel.
weitere Beispiele:
- Die Inhaltsketten-Längen für die ersten 50 Zahlen n = 1, 2, 3, ... lauten:

2, 3, 3, 4, 3, 1, 3, 4, 5, 5, 3, 8, 3, 6, 6, 7, 3, 5, 3, 8, 4, 7, 3, 6, 2, 8, 4, 1, 3, 16, 3, 4, 7, 9, 4, 5, 3, 8, 4, 5, 3, 15, 3, 6, 8, 9, 3, 7, 5, 4, ... (Folge A098007 in OEIS)
Beispiel:
An der 30. Stelle obiger Liste steht die Zahl 16. Das heißt, dass die Inhaltskette von n=30 eine Länge von 16 hat.
- Wenn man den Startwert bei den Inhaltsketten nicht dazuzählt, so lauten die Inhaltsketten-Längen für die ersten 50 Zahlen n = 1, 2, 3, ... wie folgt:

1, 2, 2, 3, 2, 1, 2, 3, 4, 4, 2, 7, 2, 5, 5, 6, 2, 4, 2, 7, 3, 6, 2, 5, 1, 7, 3, 1, 2, 15, 2, 3, 6, 8, 3, 4, 2, 7, 3, 4, 2, 14, 2, 5, 7, 8, 2, 6, 4, 3, ... (Folge A044050 in OEIS)
Beispiel:
An der 30. Stelle obiger Liste steht die Zahl 15. Das heißt, dass die Inhaltskette von n=30 eine Länge von 15 hat, wenn man die Startzahl n=30 nicht dazuzählt.
Man erhält immer eine um 1 kleinere Länge als in der Liste vorher, außer es handelt sich um eine nicht in 0 terminierende Inhaltskette.
- Der folgenden Liste kann man entnehmen, in welcher Zahl die Inhaltskette endet, bevor sie zu 1 und danach zu 0 wird (mit Ausnahme von n=1):

1, 2, 3, 3, 5, 6, 7, 7, 3, 7, 11, 3, 13, 7, 3, 3, 17, 11, 19, 7, 11, 7, 23, 17, 6, 3, 13, 28, 29, 3, 31, 31, 3, 7, 13, 17, 37, 7, 17, 43, 41, 3, 43, 43, 3, 3, 47, 41, 7, 43, ... (Folge A115350 in OEIS)
Beispiel:
An der 30. Stelle obiger Liste steht die Zahl 3. Das heißt, dass die Inhaltskette von n=30 in der Primzahl 3 mündet, gefolgt von 1 und 0.
- Nun folgt die Liste der Zahlen n, deren Inhaltsketten letztendlich in 1 terminieren, gefolgt von 0:

1, 2, 3, 4, 5, 7, 8, 9, 10, 11, 12, 13, 14, 15, 16, 17, 18, 19, 20, 21, 22, 23, 24, 26, 27, 29, 30, 31, 32, 33, 34, 35, 36, 37, 38, 39, 40, 41, 42, 43, 44, 45, 46, 47, 48, 49, 50, 51, 52, 53, ... (Folge A080907 in OEIS)
Beispiel:
An der 30. Stelle obiger Liste steht die Zahl n=33. Das heißt, dass 30 von den ersten 33 Inhaltsketten in 1 münden.
Umgekehrt bedeutet es, dass nur 3 der ersten 33 Inhaltsketten nicht in 1 münden, somit also in einer perfekten Zahl oder einem Zykel enden müssen (in diesem Fall die drei Zahlen 6, 25 und 28).
- Es folgt die Liste von Zahlen, die in einer perfekten Zahl (also 6, 28, 496, 8128, ...) terminieren, selbst aber nicht perfekt sind:

25, 95, 119, 143, 417, 445, 565, 608, 650, 652, 675, 685, 783, 790, 909, 913, ... (Folge A063769 in OEIS)
Beispiel:
An der 10. Stelle obiger Liste steht die Zahl n=652. Die Inhaltskette dieser Zahl mündet (schon an der 2. Stelle) in der perfekten Zahl 496.
- Es folgt die Liste von Zahlen, deren Inhaltskette in einem Zykel enden, der mindestens eine Länge von 2 hat (man sagt auch „Kette der Ordnung (von) mindestens 2“):

220, 284, 562, 1064, 1184, 1188, 1210, 1308, 1336, 1380, 1420, 1490, 1604, 1690, 1692, 1772, 1816, 1898, 2008, 2122, 2152, 2172, 2362, 2542, 2620, 2630, 2652, 2676, 2678, 2856, 2924, 2930, 2950, 2974, 3124, 3162, 3202, 3278, 3286, 3332, 3350, 3360, ... (Folge A121507 in OEIS)
Beispiel:
An der 30. Stelle obiger Liste steht die Zahl n=2856. Die Inhaltskette dieser Zahl mündet in dem (einzigen bekannten) Zykel der Länge 28, beginnend mit der Zahl 14316.
- Zuletzt folgt noch eine Liste von Zahlen, deren Inhaltsketten noch nicht vollständig bekannt sind, weil die Werte darin noch nicht faktorisiert werden konnten:

276, 306, 396, 552, 564, 660, 696, 780, 828, 888, 966, 996, 1074, 1086, 1098, 1104, 1134, 1218, 1302, 1314, 1320, 1338, 1350, 1356, 1392, 1398, 1410, 1464, 1476, 1488, 1512, 1560, 1572, 1578, 1590, 1632, 1650, 1662, 1674, 1722, 1734, 1758, 1770, 1806, 1836, ... (Folge A131884 in OEIS)
Beispiel:
An der 30. Stelle obiger Liste steht die Zahl n=1488. Die Inhaltskette dieser Zahl ist bis zur 1635. Stelle bekannt und faktorisiert. Die 1636. Stelle dieser Inhaltskette ist eine 187-stellige Zahl, die bis jetzt noch nicht faktorisiert werden konnte.

## Lehmer-Six und Lehmer-Five
Die ersten sechs offenen (nicht vollständig berechneten) Ketten im Intervall [1, 1000] wurden nach dem Ehepaar Derrick Henry Lehmer und Emma Lehmer Lehmer-Six genannt. Ihre Startzahlen waren 276, 552, 564, 660, 840 und 966.
Die Kette mit der Startzahl 840 ist nun vollständig bekannt. Sie terminiert an der 746. Stelle in der Primzahl 601, gefolgt von 1 und 0. Die restlichen 5 offenen Ketten werden nun Lehmer-Five genannt. Den aktuellen Stand kann man der folgenden Tabelle entnehmen (Stand: 26. August 2022):
| Start- zahl {\displaystyle n} | berechnet bis Index {\displaystyle i=} | Anzahl der Stellen | noch nicht vollständig faktorisierte Inhaltsnummer {\displaystyle s^{i}(n)} | Link   |
| Start- zahl {\displaystyle n} | berechnet bis Index {\displaystyle i=} | Anzahl der Stellen | bisher bekannte Faktorisierung, Restfaktor {\displaystyle Z} hat … Stellen | Link   |
| ----------------------------- | -------------------------------------- | ------------------ | --- | ------ |
| 276                           | 2157                                   | 215                | 17525899862963743235826605409639183762692882779112927620808367515203598976230824550697308465543268932502369899362685980560242060724611262519635944534202615900240179919029343950594370118008501735353061476050819512118 | [ 6 ]  |
| 276                           | 2157                                   | 215                | {\displaystyle s^{2157}(276)=2\cdot 3^{2}\cdot 177223\cdot Z_{208}} mit einem 208-stelligen zusammengesetzten Restfaktor {\displaystyle Z_{208}}                                                                        | [ 6 ]  |
| 552                           | 1185                                   | 202                | 1881885829531817913583006018908278258008487263046940866878659471845794870459911716532741203515709599390479945557586788239895084915398814169330511127971675925773604865190593536116896750901945515909004104              | [ 7 ]  |
| 552                           | 1185                                   | 202                | {\displaystyle s^{1185}(552)=2^{3}\cdot 3\cdot 804581677\cdot Z_{191}} mit einem 191-stelligen zusammengesetzten Restfaktor {\displaystyle Z_{191}}                                                                     | [ 7 ]  |
| 564                           | 3519                                   | 198                | 358784629513797891894397969183565424532381190917276421232435002745038411224687750931834286367006011049924358001236089494856139864979085566252721267452817876282765926080425887446105848001838521861060                  | [ 8 ]  |
| 564                           | 3519                                   | 198                | {\displaystyle s^{3519}(564)=2^{2}\cdot 5\cdot 11\cdot 97\cdot Z_{194}} mit einem 194-stelligen zusammengesetzten Restfaktor {\displaystyle Z_{194}}                                                                    | [ 8 ]  |
| 660                           | 1077                                   | 203                | 12489161401175820319622968995247445277804441793723524154564067503530344212629841259955186700795488653768887065830549617535783437762407457212229223408121704295251963425496146235664846964400379874496684312             | [ 9 ]  |
| 660                           | 1077                                   | 203                | {\displaystyle s^{1077}(660)=2^{3}\cdot 331\cdot 9629\cdot 10711\cdot Z_{191}} mit einem 191-stelligen zusammengesetzten Restfaktor {\displaystyle Z_{191}}                                                             | [ 9 ]  |
| 966                           | 1109                                   | 205                | 2866963467880981451200370842697571379106935759535135753007034444279672137281607374323390644119528531347052080020666136386977185774722487616955164459471701248364175589656809598073737052467556416937689314208           | [ 10 ] |
| 966                           | 1109                                   | 205                | {\displaystyle s^{1109}(966)=2^{5}\cdot 19\cdot 104561\cdot Z_{197}} mit einem 197-stelligen zusammengesetzten Restfaktor {\displaystyle Z_{197}}                                                                       | [ 10 ] |

Es gibt noch weitere 7 offene Ketten im Intervall [1, 1000], nämlich 306, 396, 696, 780, 828, 888 und 996. Allerdings münden deren Ketten irgendwann in eine der Lehmer-Five (also in einer der Ketten von 276, 552, 564, 660 oder 966), nämlich:
{\displaystyle s^{20}(276)=s^{20}(306)=s^{19}(396)=s^{18}(696)=54684}
{\displaystyle s^{9}(552)=s^{8}(888)=30984}
{\displaystyle s^{8}(564)=s^{7}(780)=26376}
{\displaystyle s^{29}(660)=s^{29}(828)=s^{29}(996)=149838}
Insofern spielen diese 7 Ketten keine besondere Rolle und gehören deswegen auch nicht zu den Lehmer-Five. Analog verhält es sich auch mit vielen Ketten höherer Zahlen, die im Weiteren nicht mitgezählt werden (wie zum Beispiel der Inhaltskette von 1806, welche an der 18. Stelle in der Kette von 1134 mündet).
Im Intervall [1, 10.000] gibt es zurzeit 81 offene (und wie schon oben erwähnt vollständig unabhängige) Ketten, im Intervall [1, 100.000] genau 890 und im Intervall [1, 1.000.000] genau 9111 offene Ketten. Im Intervall [1, 3.000.000] genau 27554 offene Ketten (Stand: 31. März 2024). Für diese Ketten hat sich keine Bezeichnung durchgesetzt.
Die 14 im Jahr 1980 noch offenen Inhaltsketten zwischen 1000 und 2000 hatten den Namen Godwin fourteen. Mittlerweile sind nur noch 12 Inhaltsketten in diesem Intervall offen (1248 und 1848 wurden seitdem fertig berechnet, die Inhaltsketten von 1074, 1134, 1464, 1476, 1488, 1512, 1560, 1578, 1632, 1734, 1920 und 1992 konnten noch nicht vollständig berechnet werden).

## Galerie
Die meisten Inhaltsketten enden in einer Primzahl. Die Menge aller natürlichen Zahlen, deren Inhaltsketten in derselben Primzahl enden, bilden eine Primzahlfamilie oder kurz Familie. Die folgende Galerie zeigt ein paar solcher Familien. Natürlich können nicht alle Zahlen darauf abgebildet werden, die in ein und derselben Primzahl enden. Im ersten Bild werden alle Zahlen ≤ 10000 gezeigt, deren Inhaltsketten in der Primzahl 3 enden. Im zweiten Bild sieht man nur noch alle Zahlen ≤ 1000, deren Inhaltsketten in der Primzahl 3 enden. Es folgen noch die Familien 7, 11, 13, 17, 19, 23, 29, 31, 37, 41 und 43.

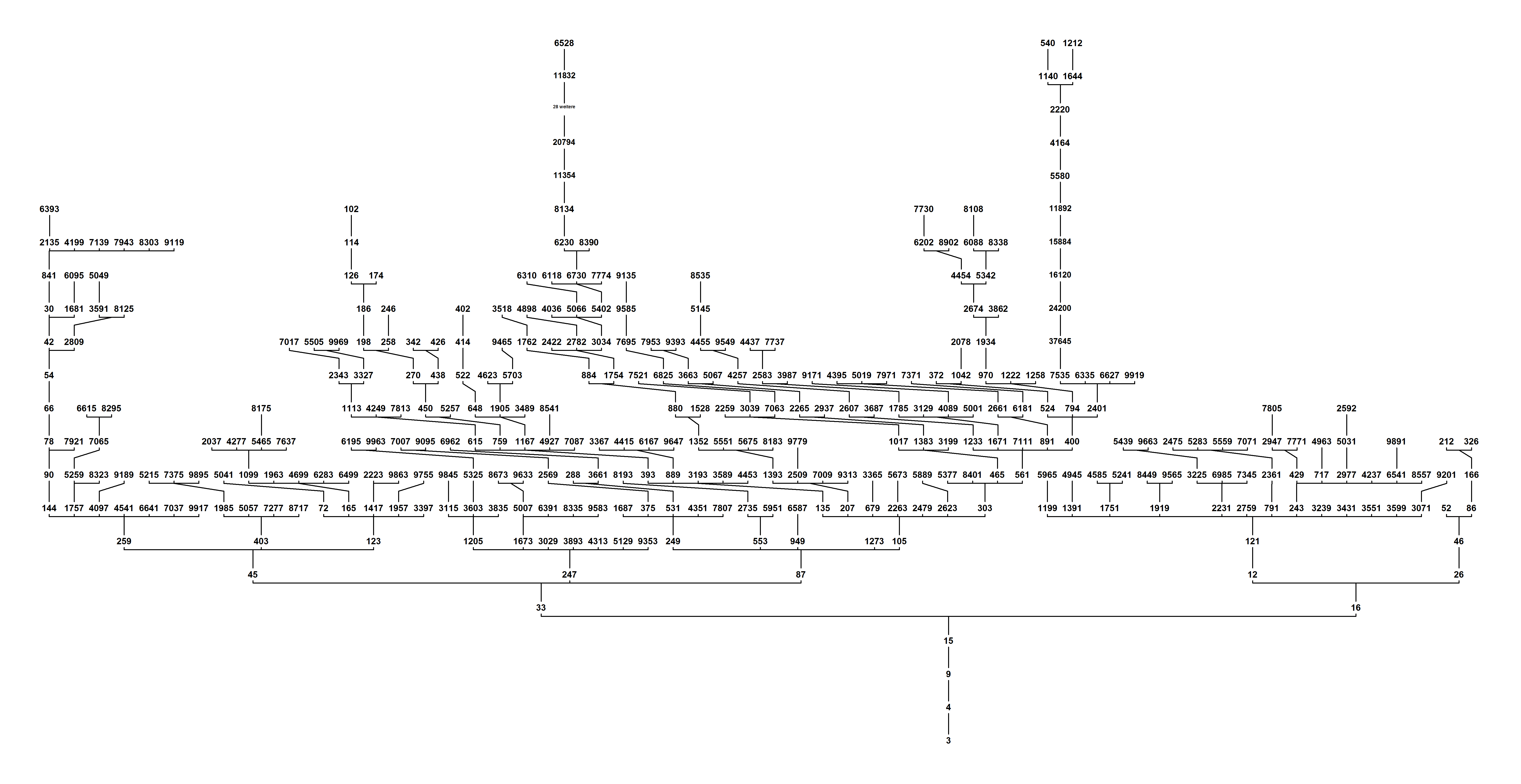
Familie 3 bis 10000
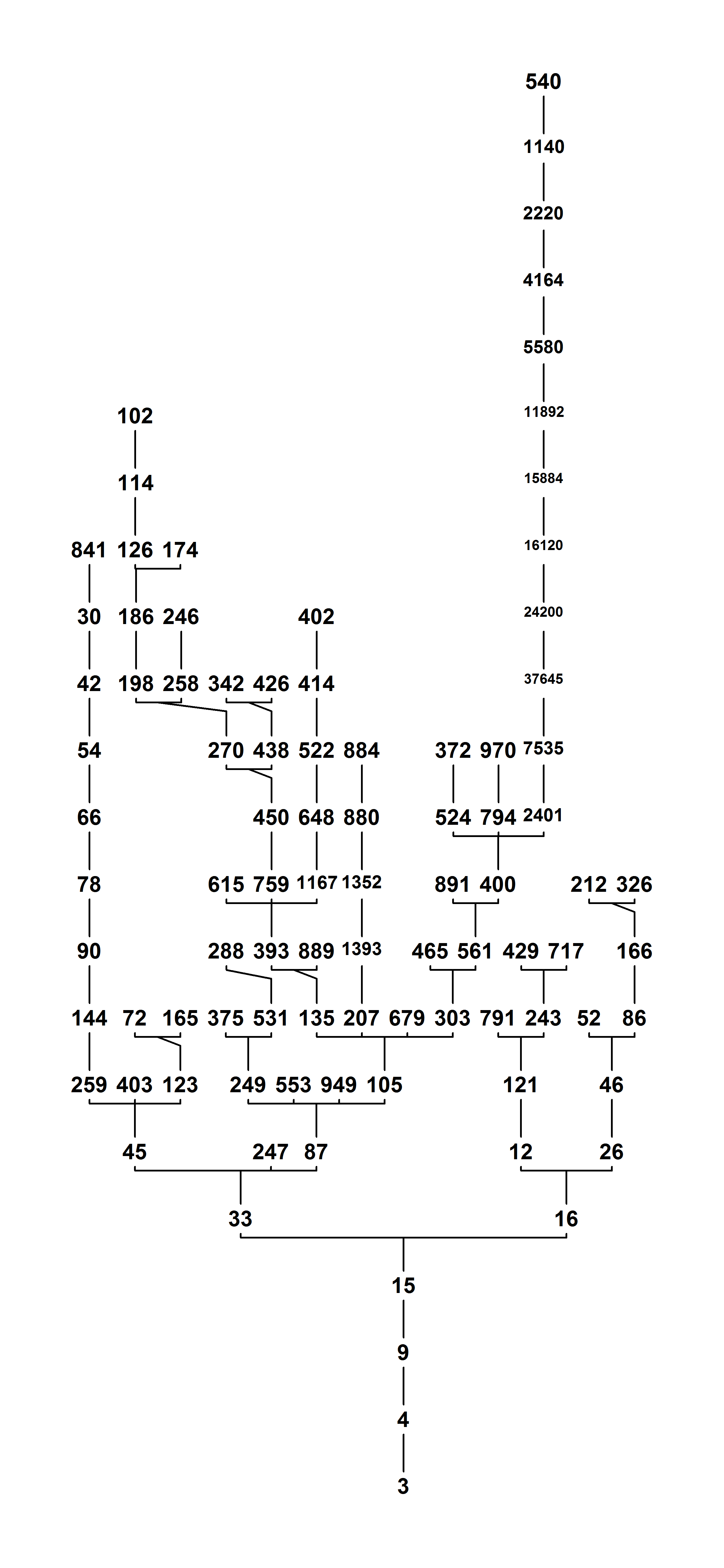
Familie 3 bis 1000
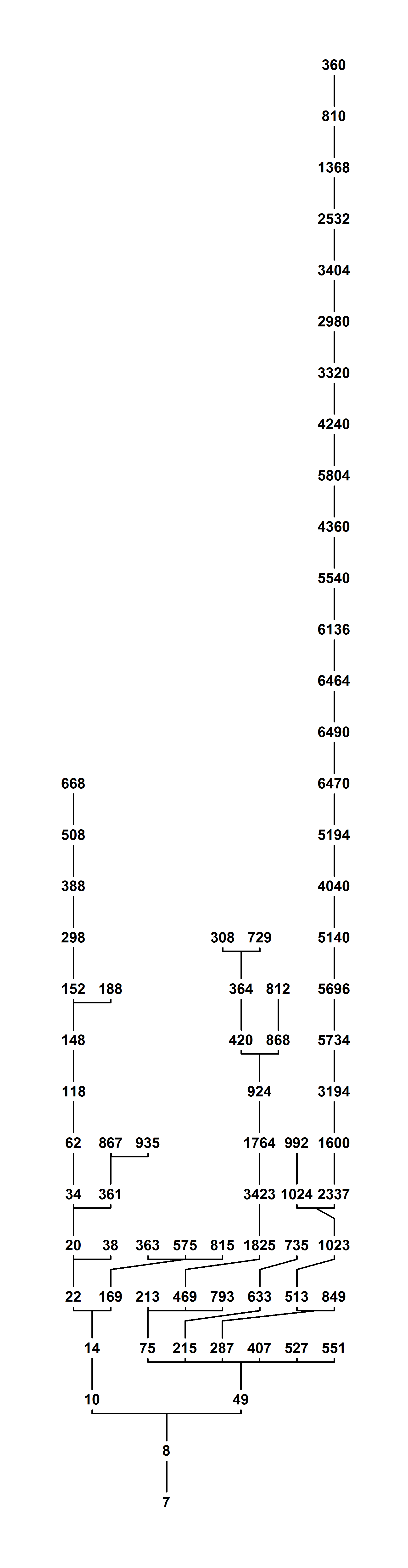
Familie 7 bis 1000
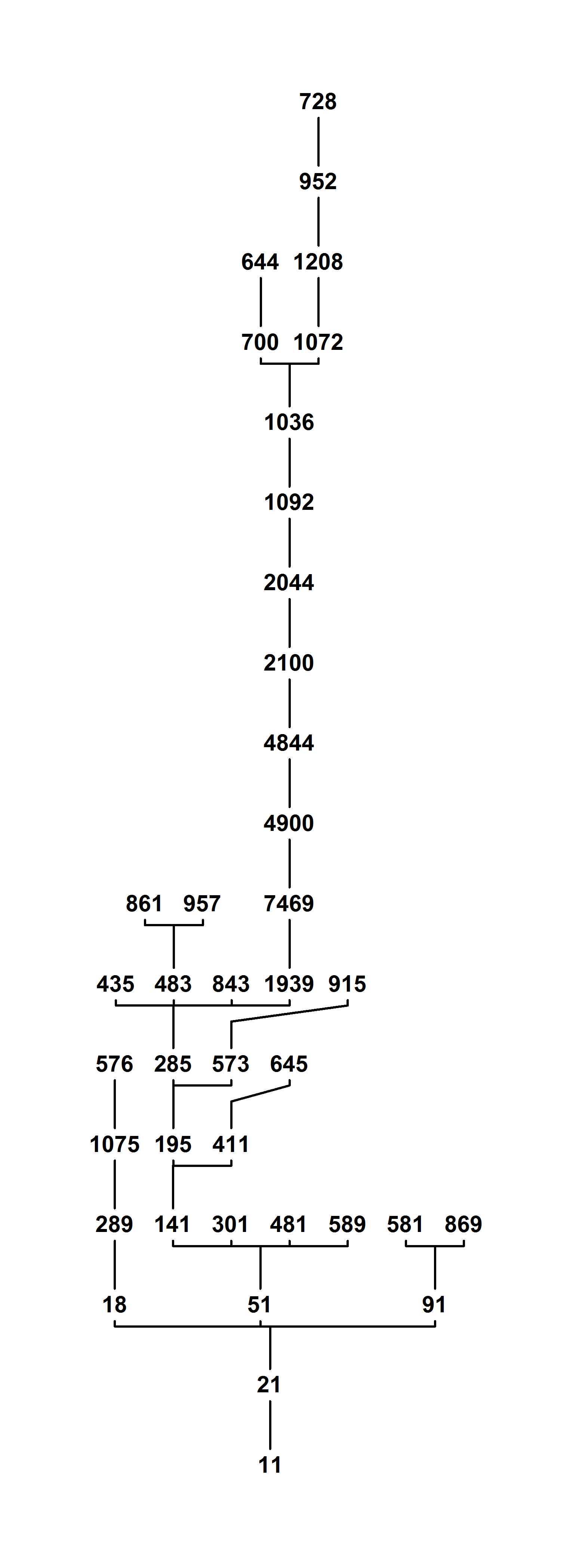
Familie 11 bis 1000
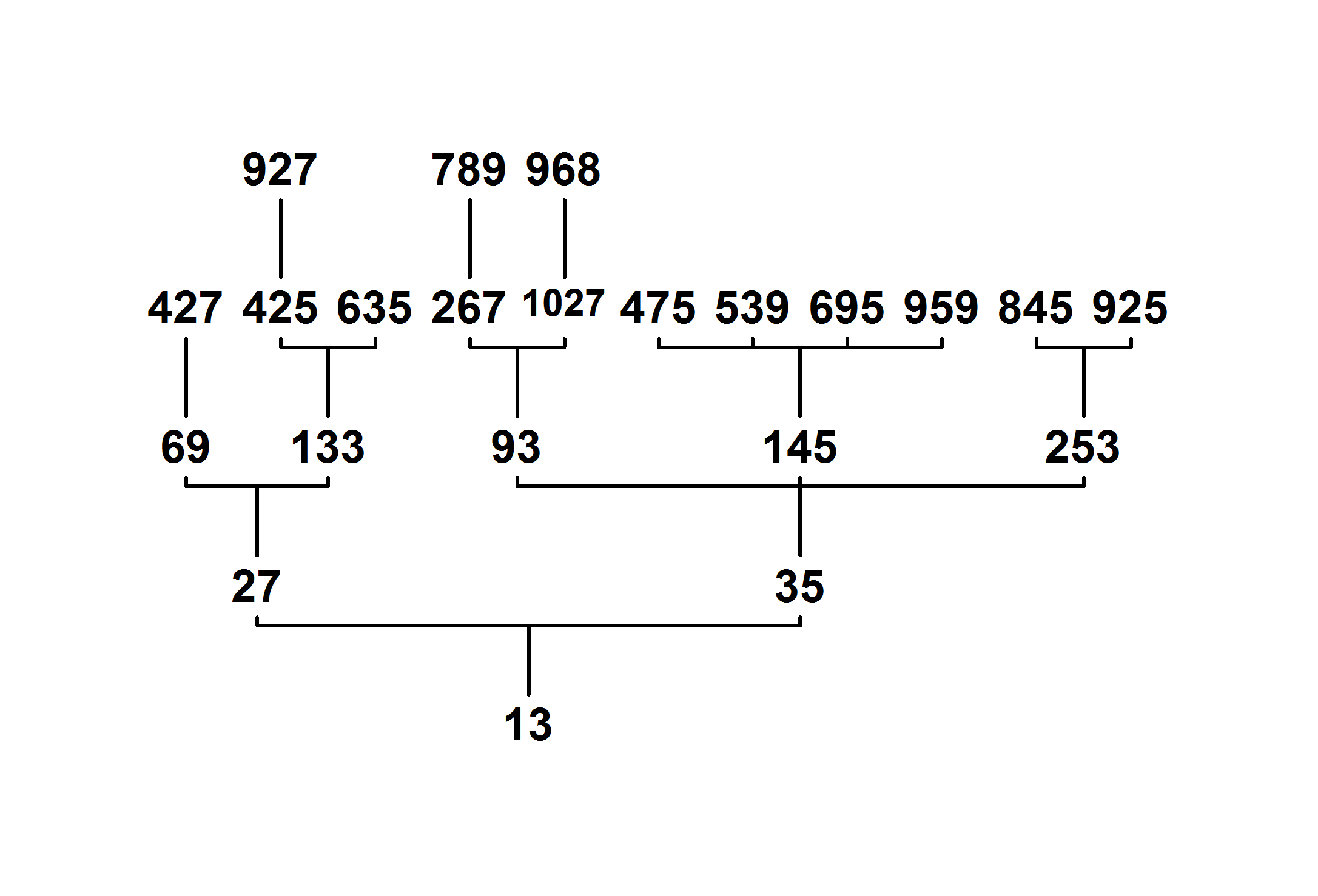
Familie 13 bis 1000
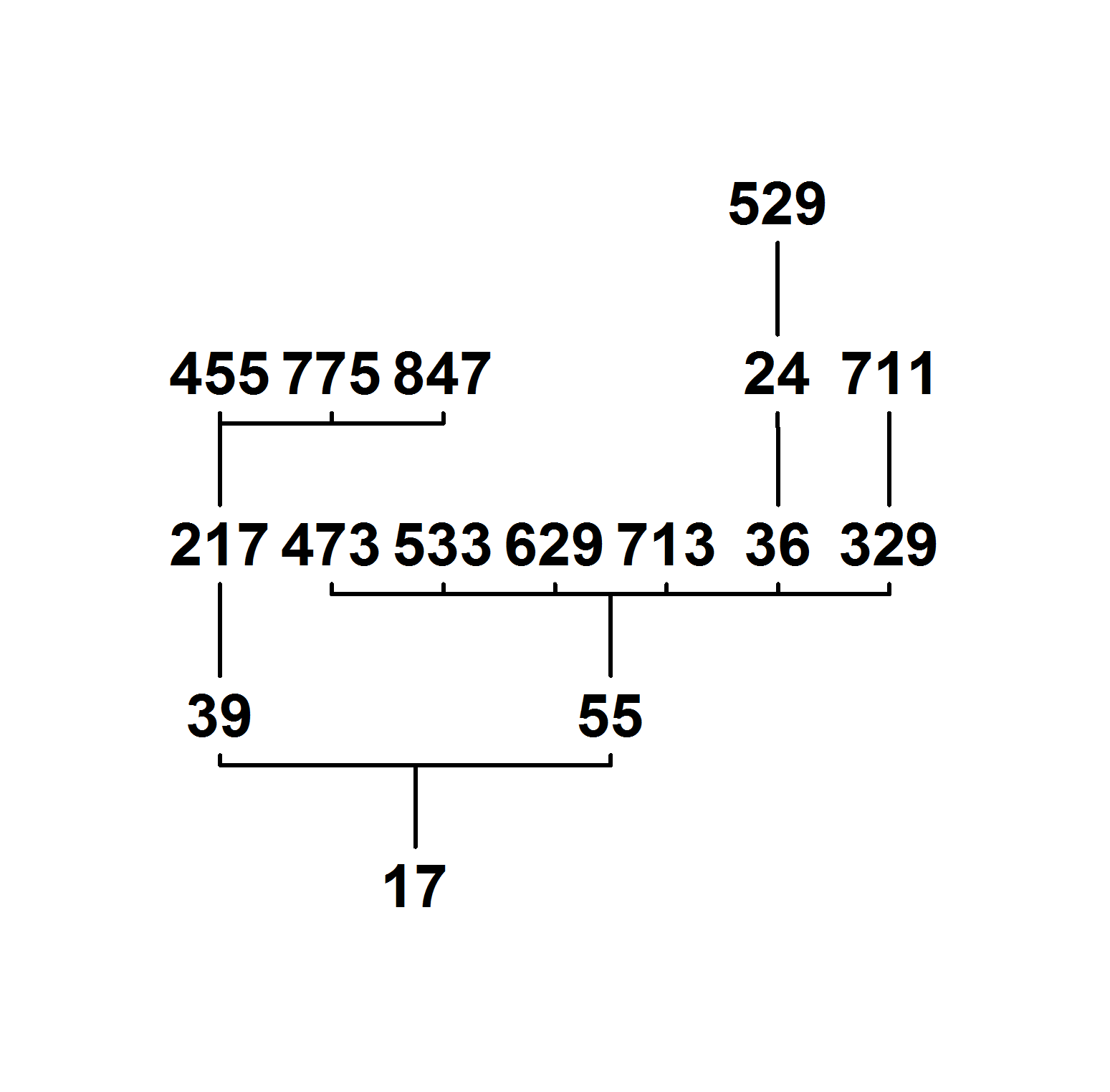
Familie 17 bis 1000
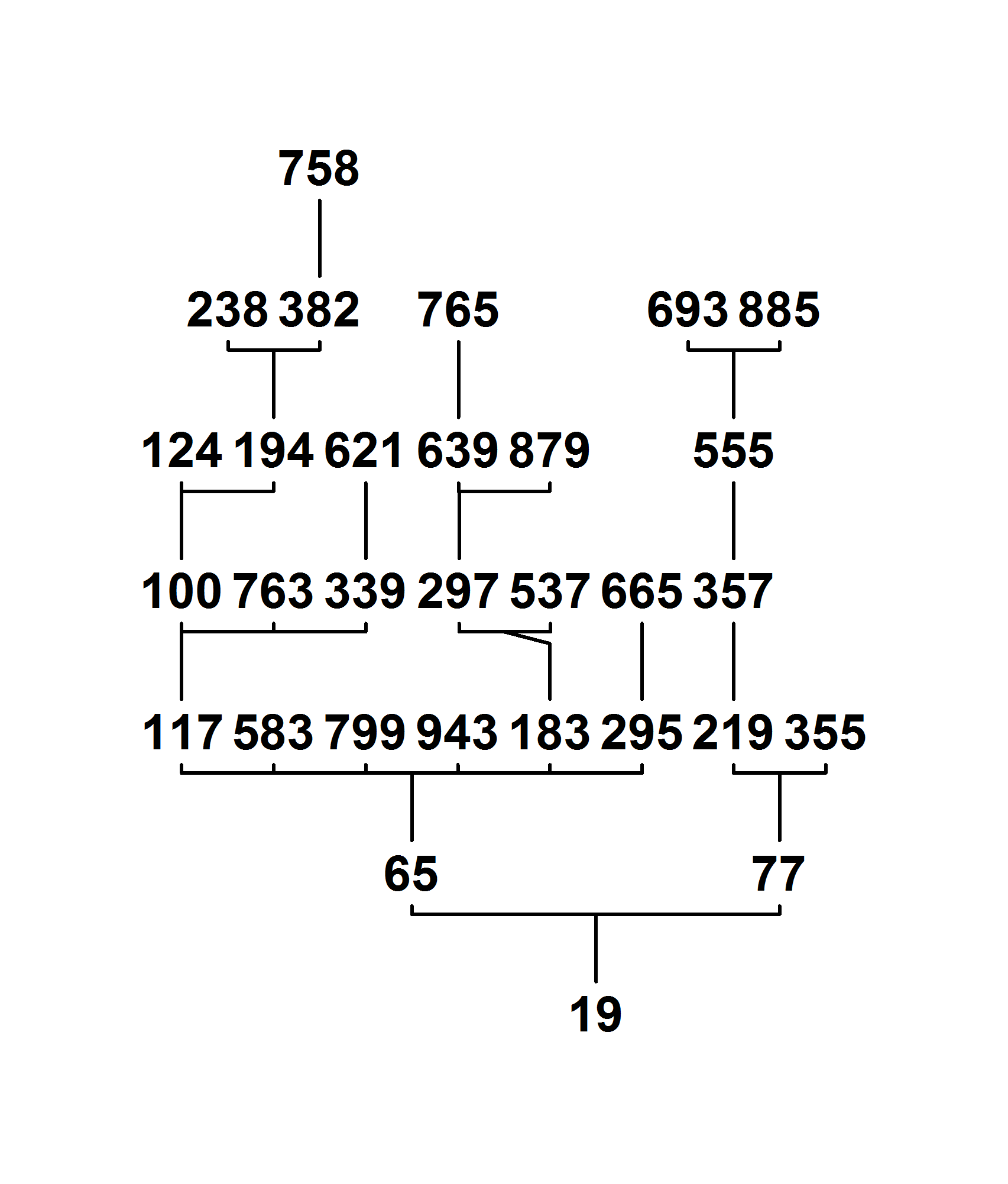
Familie 19 bis 1000
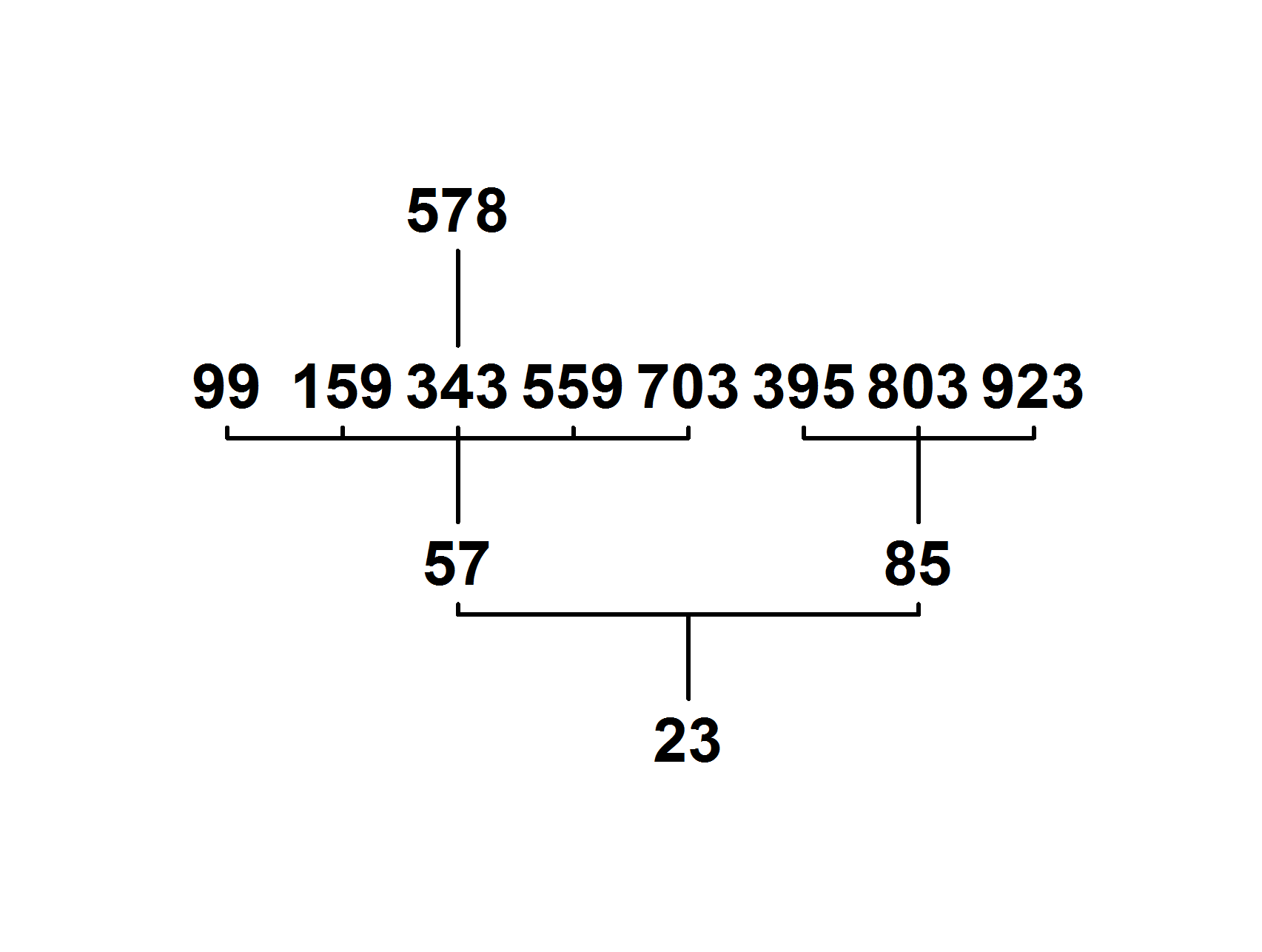
Familie 23 bis 1000
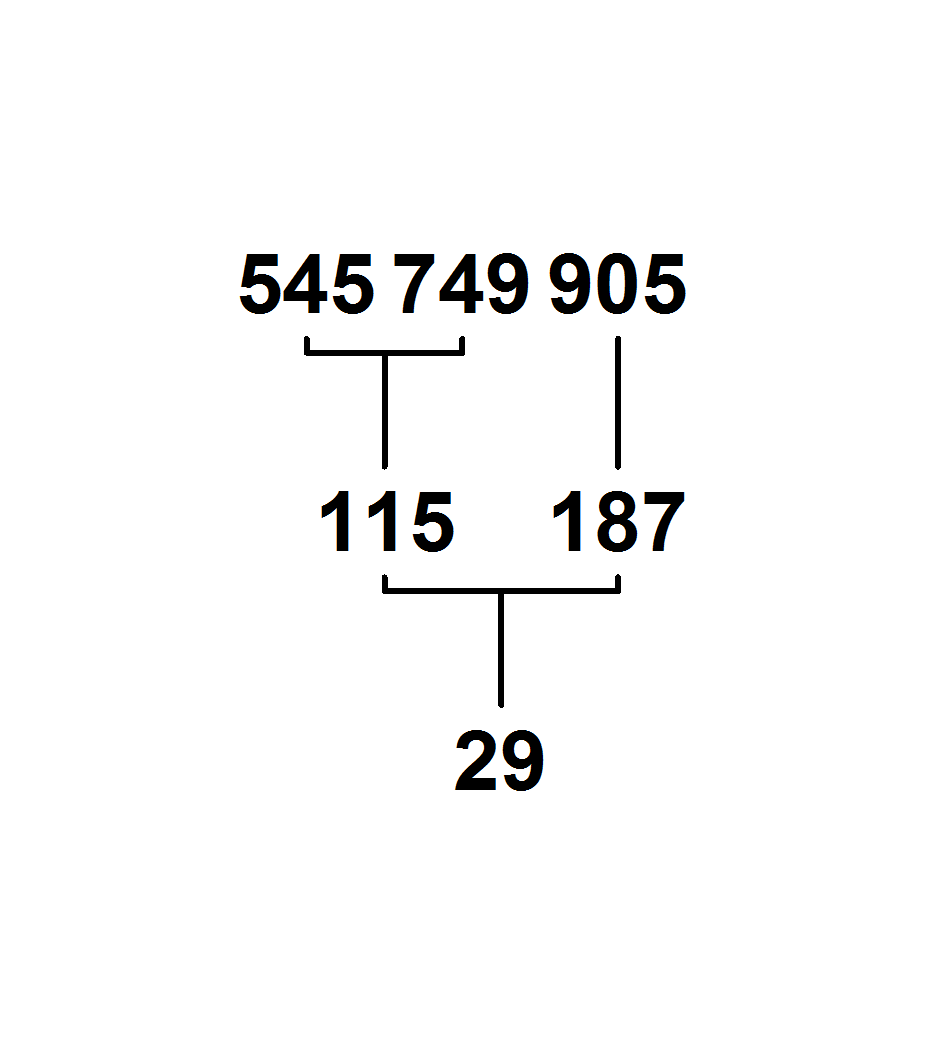
Familie 29 bis 1000
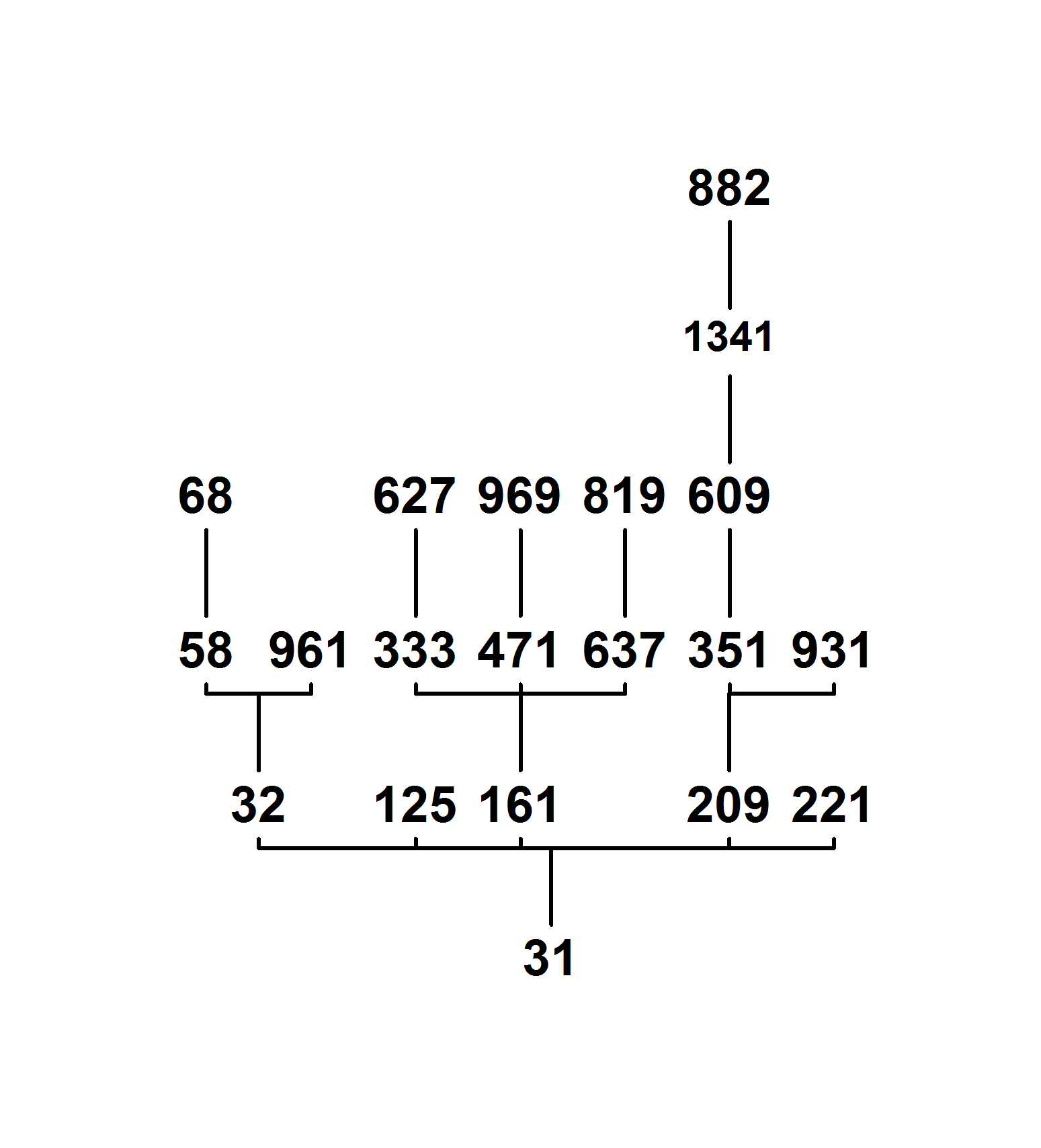
Familie 31 bis 1000
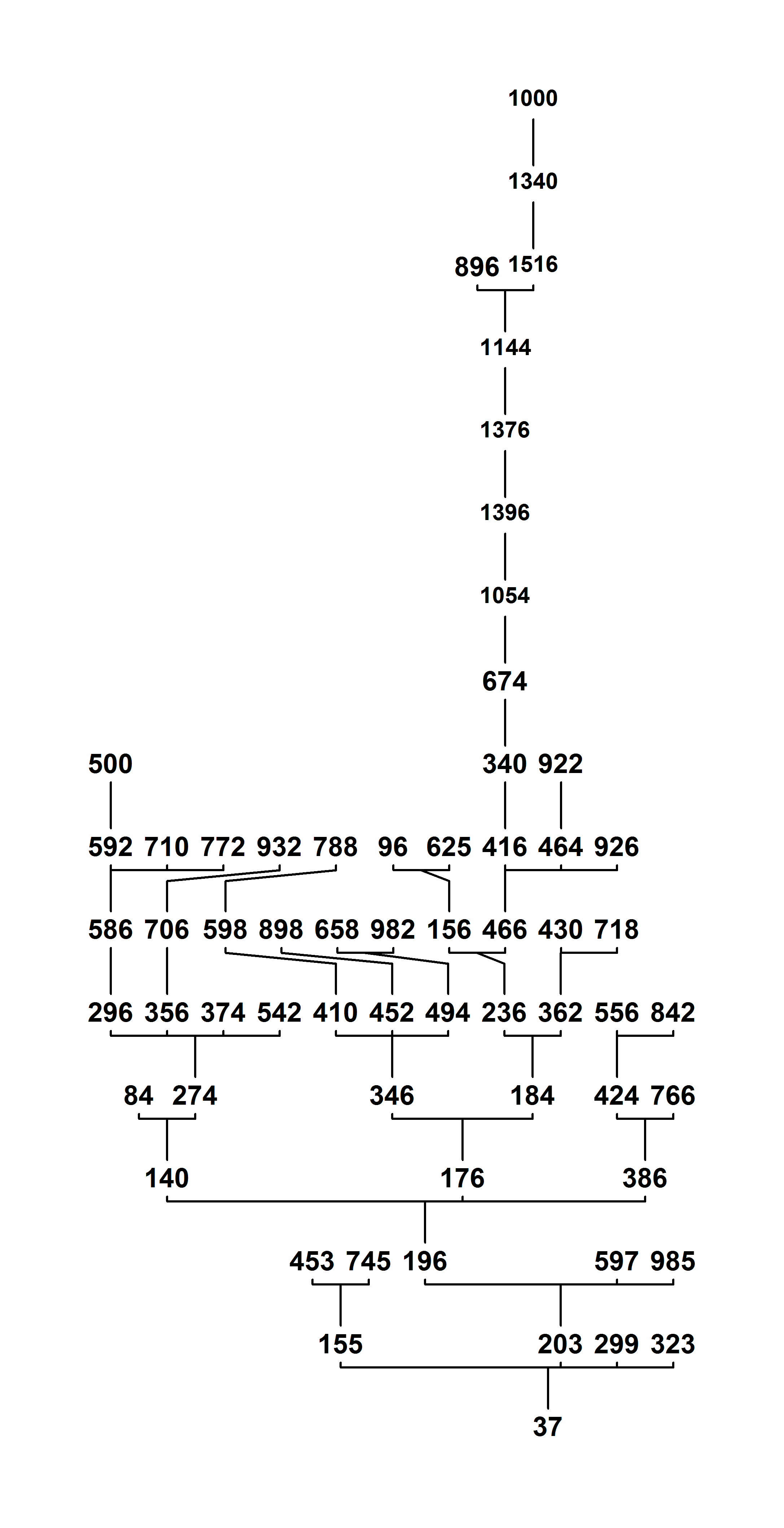
Familie 37 bis 1000
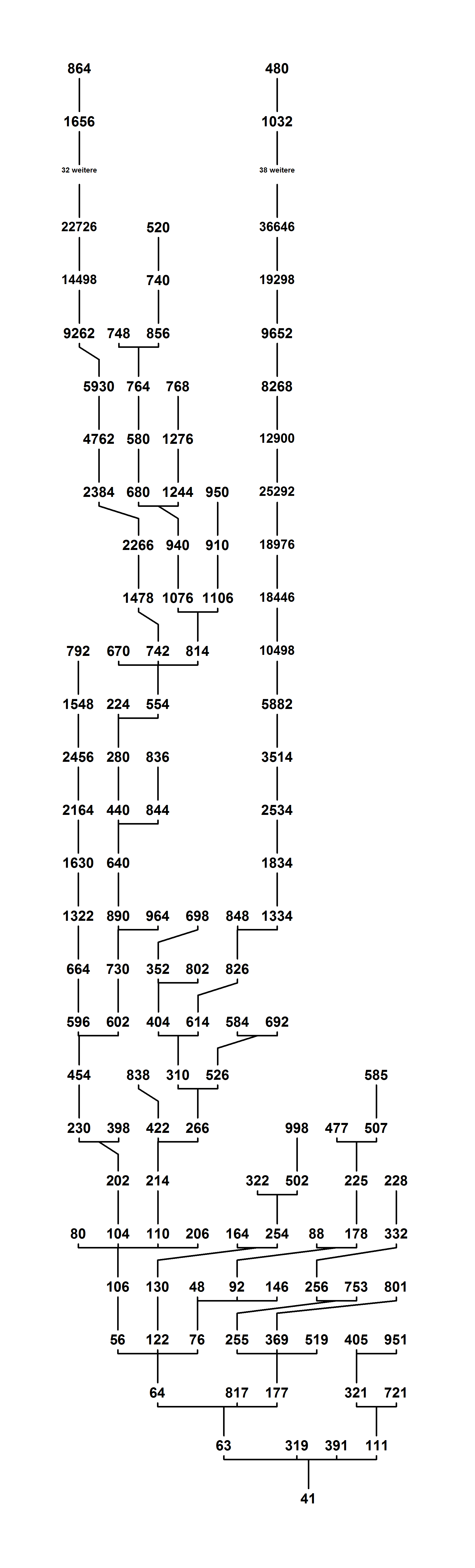
Familie 41 bis 1000
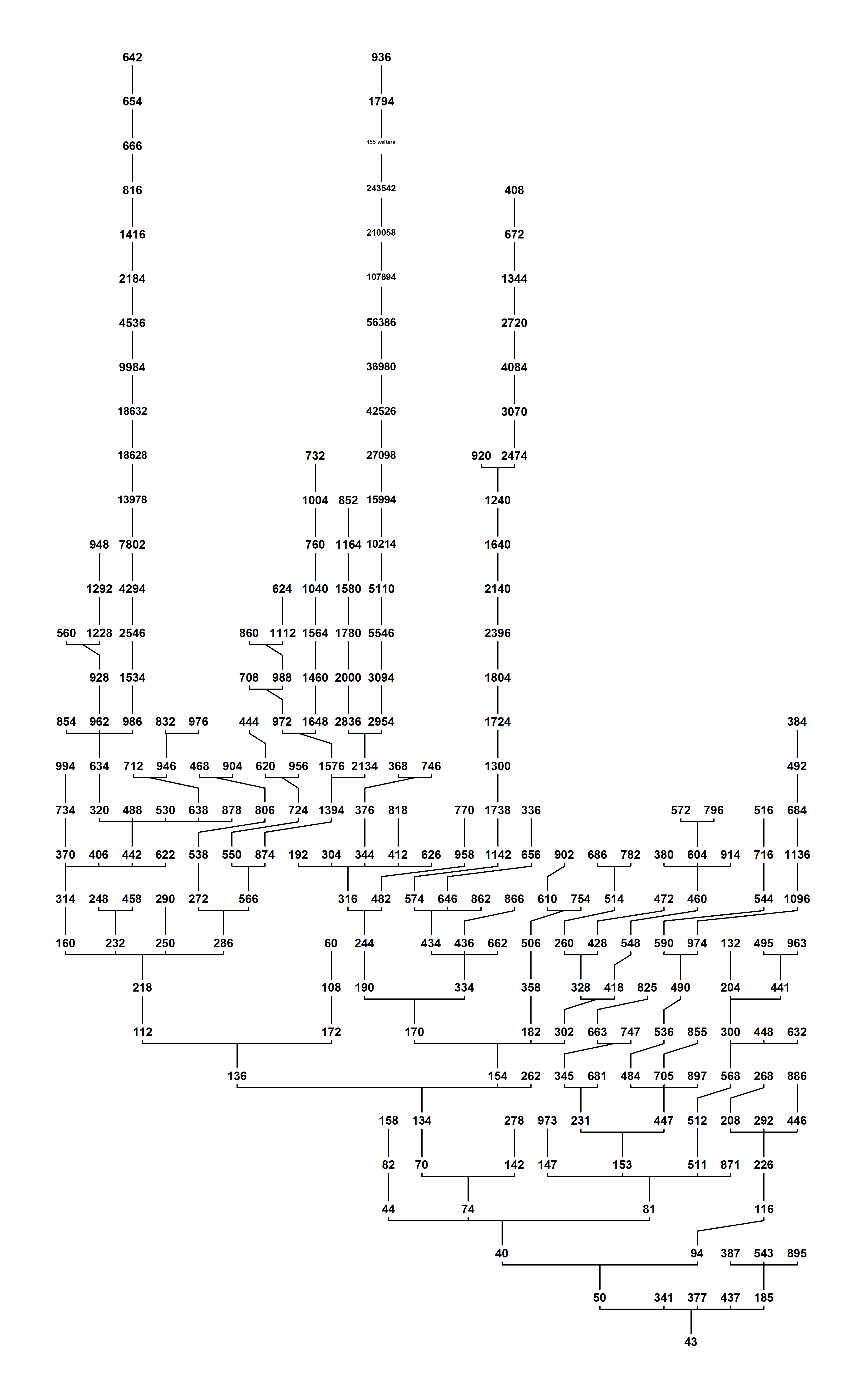
Familie 43 bis 1000

Es folgen ein paar Grafiken, denen man entnehmen kann, wie sehr Inhaltsketten anwachsen können. Die meisten Inhaltsketten terminieren, also enden in der 0, in einer perfekten Zahl oder in einem Zykel. Es gibt aber auch Inhaltsketten, die noch nicht vollständig berechnet wurden, weil Zahlen mit über 200 Stellen auftauchen, deren Primfaktoren man (noch) nicht berechnet hat (bzw. wegen ihrer Größe noch nicht berechnen konnte). Diese Inhaltsketten nennt man Offenendketten (OE-Ketten – niemand weiß, ob diese Ketten unendlich anwachsen, oder vielleicht doch irgendwann in der 0, in einer perfekten Zahl oder in einem Zykel terminieren). Auf der x-Achse erkennt man, bis wohin diese Ketten schon berechnet wurden (die Werte dazwischen nennt man Inhaltsnummer, beginnend mit 0), der y-Achse kann man entnehmen, wie viele Stellen diese Inhaltsnummer hat.
Im ersten Bild sieht man die fünf OE-Inhaltsketten der Lehmer-Five (276, 552, 564, 660 und 966) zusammen in einer Grafik.
In Bild 2 bis 6 sieht man die fünf OE-Inhaltsketten der Lehmer-Five einzeln.
Es folgt die OE-Inhaltskette von 1578, welche an der 1868. Stelle den bisherigen Rekord-Tiefstwert 56440 (also nur noch eine 5-stellige Zahl) erreicht und danach wieder sehr groß wird (an der 7616. Stelle erhält man eine 166-stellige Zahl, die man noch nicht vollständig faktorisieren kann).
Danach folgt die OE-Inhaltskette von 2340, welche die zweithöchste, aber am schnellsten wachsende Stellenanzahl bei OE-Inhaltsketten aufweisen kann (an der 790. Stelle erhält man eine 216-stellige Zahl, die man noch nicht vollständig faktorisieren kann).
Es folgt die längste bekannte OE-Inhaltskette, nämlich von 314718, von welcher man die Kette schon bis zur 19089. Stelle berechnet und noch immer kein Ende erreicht hat. An dieser Stelle muss man eine 229-stellige Zahl, die momentan höchste bekannte bei OE-Inhaltsketten, faktorisieren, man hat es aber noch nicht geschafft. Allerdings mündet diese Kette an der 6460. Stelle in der 5-stelligen Zahl 16100, welche natürlich für sich gesehen eine eigene OE-Inhaltskette hat. Weil die OE-Inhaltskette von 16100 wegen ihrer Größe vor der Inhaltskette von 314718 berechnet wurde und somit Priorität hat, spricht man bei 314718 von einer Seitenkette, da sie eigentlich nichts Neues hervorbringt.
Zuletzt folgt noch die längste bekannte eigentliche OE-Inhaltskette, nämlich von 2005020, von welcher man die Kette schon bis zur 15199. Stelle berechnet und ebenfalls noch kein Ende erreicht hat. An dieser Stelle muss man eine 199-stellige Zahl faktorisieren.

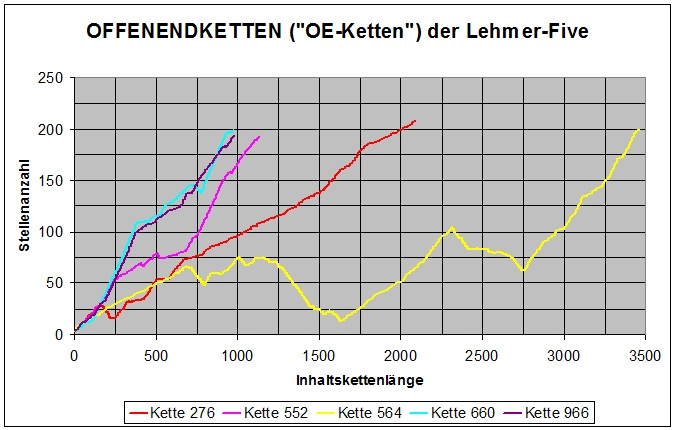
OE-Inhaltsketten der Lehmer-Five
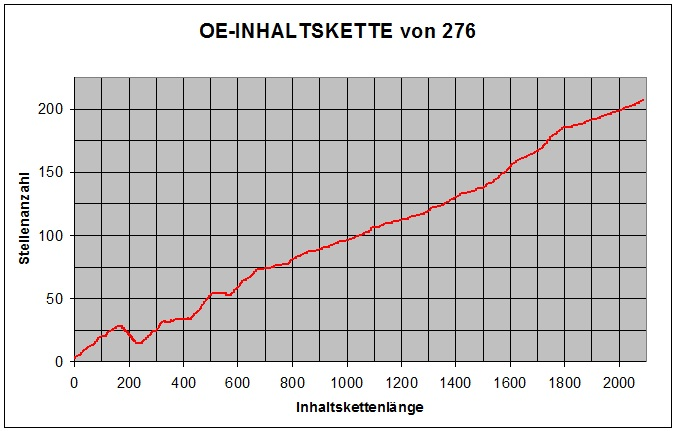
OE-Inhaltskette von 276
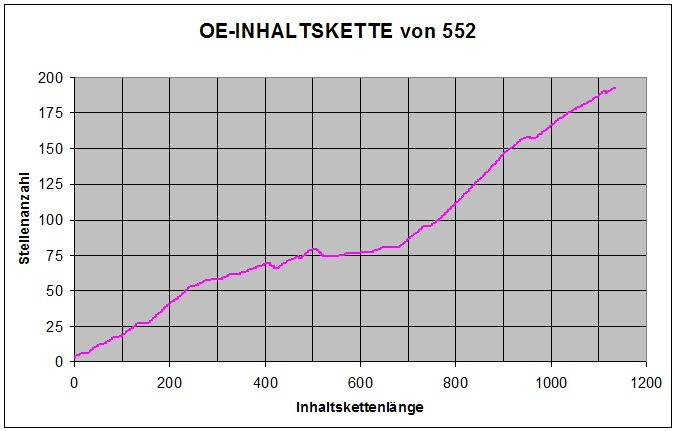
OE-Inhaltskette von 552
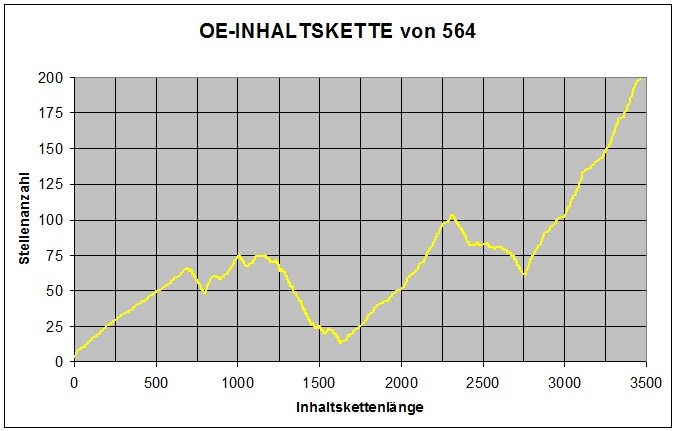
OE-Inhaltskette von 564
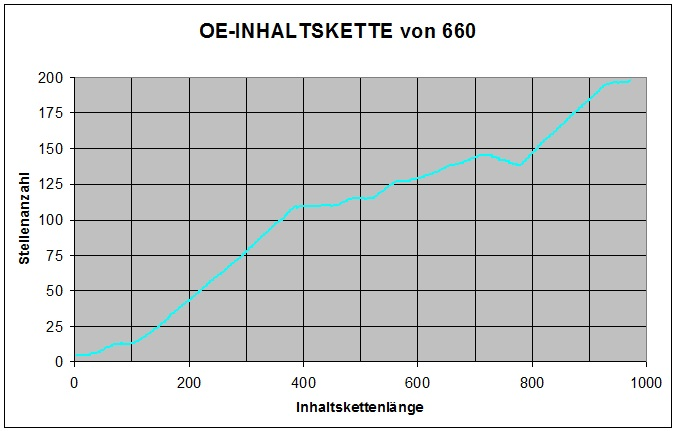
OE-Inhaltskette von 660
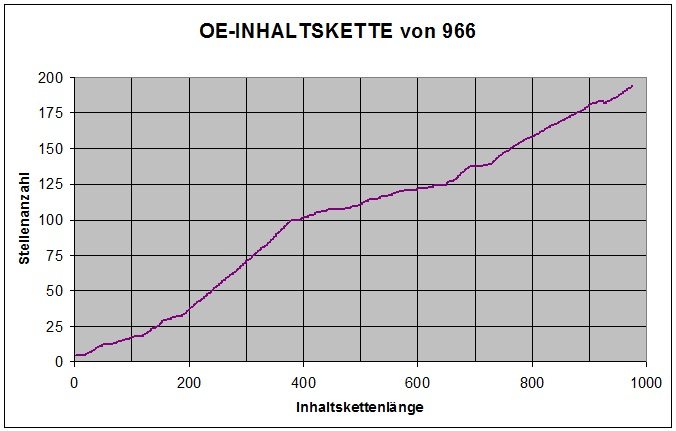
OE-Inhaltskette von 966
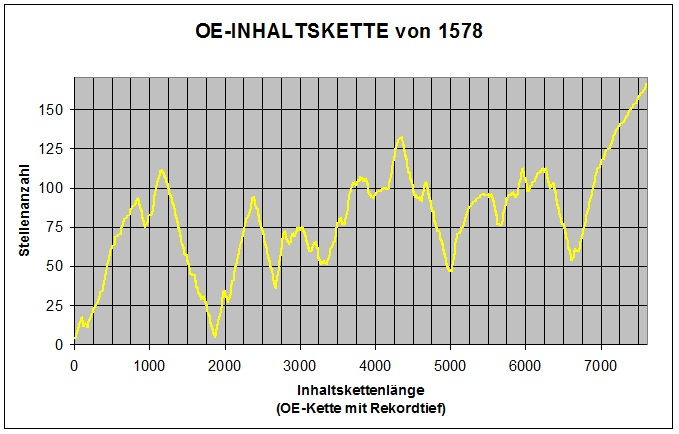
OE-Inhaltskette von 1578 mit Rekord-Tief
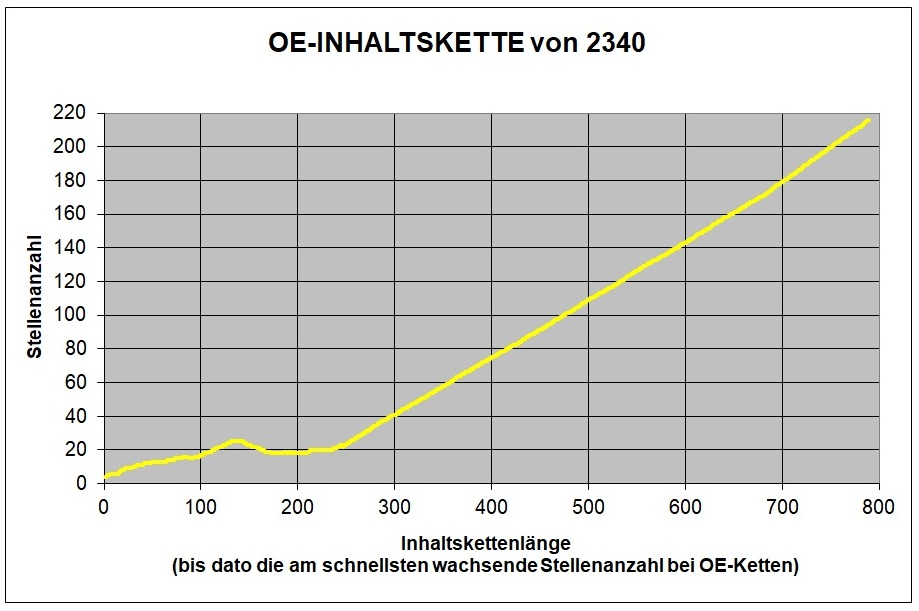
OE-Inhaltskette von 2340 mit am schnellsten wachsender (zweithöchster) Stellenzahl
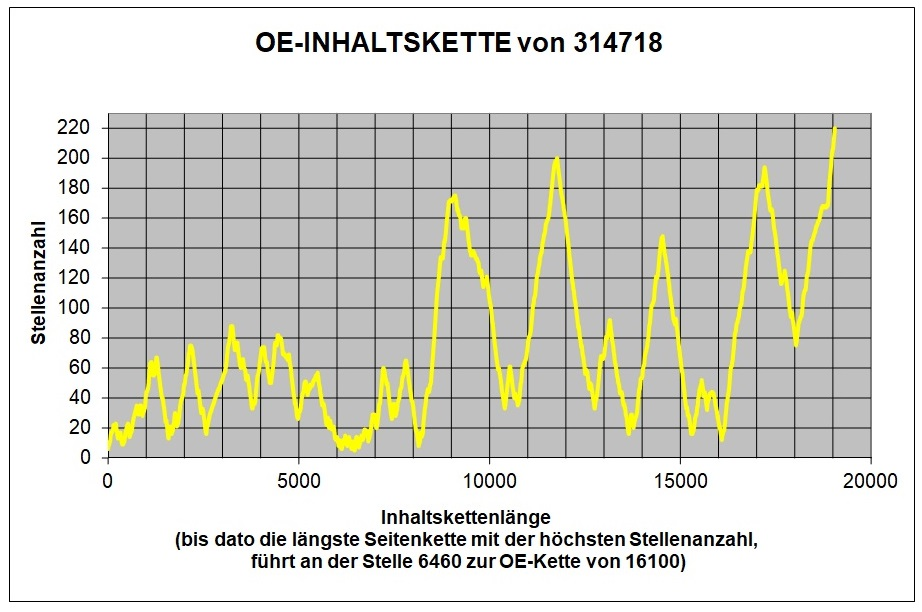
OE-Inhaltskette von 314718 mit Rekordlänge, höchster Stellenzahl und Seitenkette
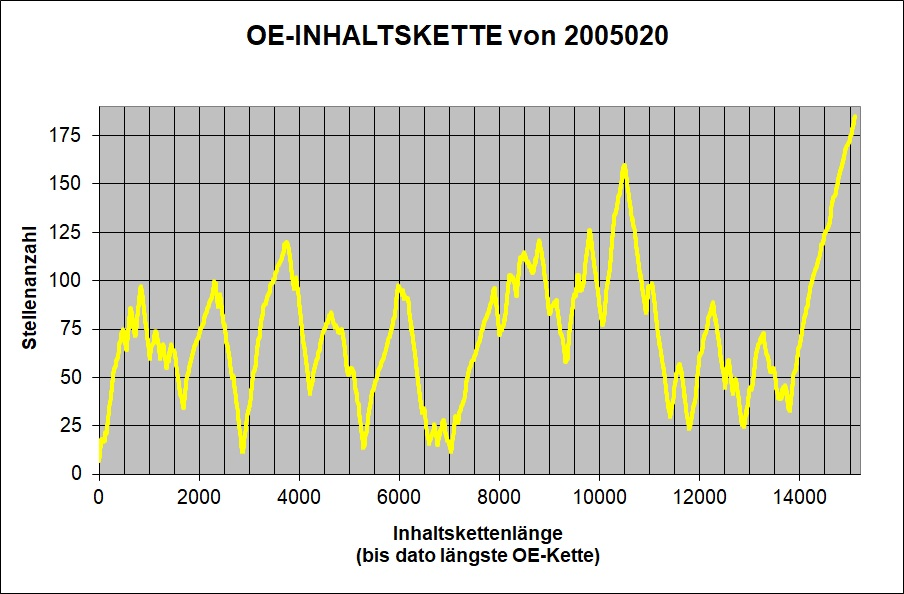
OE-Inhaltskette von 2005020 mit Rekordlänge ohne Seitenkette

Die nächsten vier Grafiken zeigen spezielle Inhaltsketten, die in einer Primzahl terminieren (und danach natürlich in 1 und dann in 0 enden).
Zuerst sieht man die Inhaltskette von 840, die lange Zeit ungelöst war und deswegen bei den Lehmer-Six dabei ist, aber mittlerweile durchgerechnet wurde. Die Kette terminiert an der 746. Stelle in der Primzahl 601 und endet somit an der 748. Stelle in der 0.
Die nächste Inhaltskette ist von der Zahl 19410. Diese Kette beginnt sehr stark ansteigend und hat schon an der 244. Stelle eine 86-stellige Zahl. Danach werden die Zahlen aber wieder schnell kleiner und die Kette terminiert an der 2200. Stelle in der Primzahl 43.
Bild 3 zeigt die Inhaltskette von 1638832. Diese Inhaltskette erreicht das bis dato höchste Maximum, also die höchste Stellenanzahl aller bisher bekannten terminierenden Inhaltsketten. An der 1297. Stelle erreicht sie die größte 131-stellige Zahl, die bisher faktorisiert werden konnte und an der 3281. Stelle terminiert sie in der Primzahl 3. Von keiner anderen terminierenden Inhaltskette hat man einen höheren Wert gefunden und faktorisieren können.
Grafik 4 zeigt die Inhaltskette von 414288. Diese Inhaltskette ist die momentan längste Kette, die terminiert. Sie erreicht ihren Höhepunkt an der 5964. Stelle in einer 92-stelligen Zahl und terminiert an der 6584. Stelle in der Primzahl 601. Keine andere Kette ist momentan länger (und bekannt), die keine OE-Kette ist.

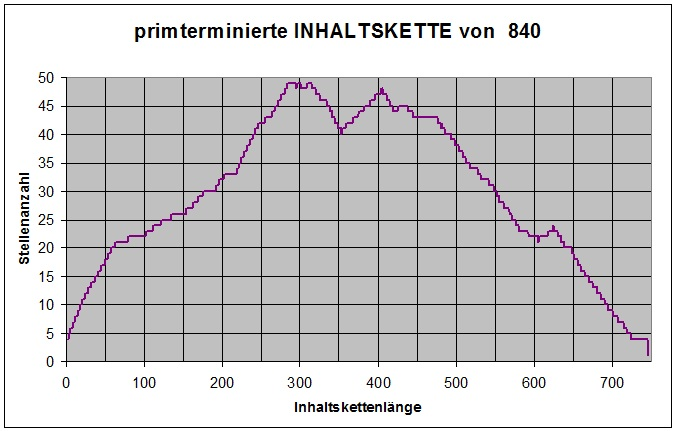
Primterminierte Inhaltskette von 840
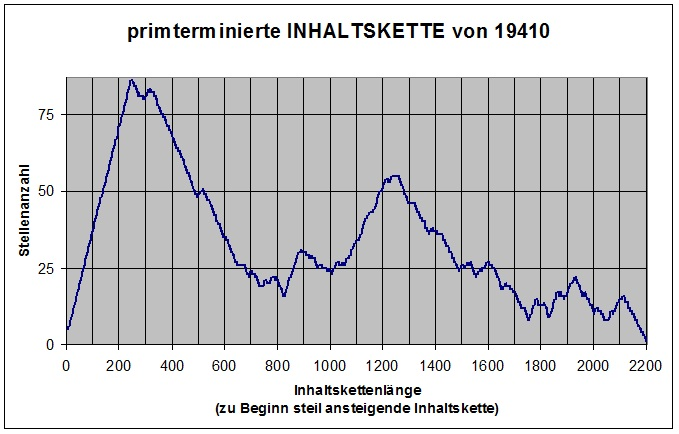
Primterminierte Inhaltskette von 19410 mit steilem Anstieg zu Beginn
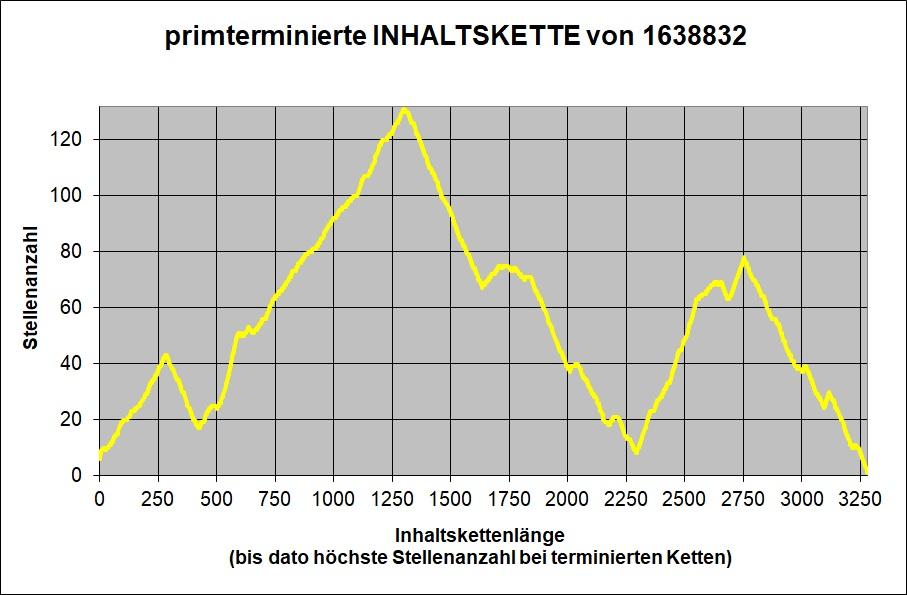
Primterminierte Inhaltskette von 1638832 mit höchster Stellenanzahl
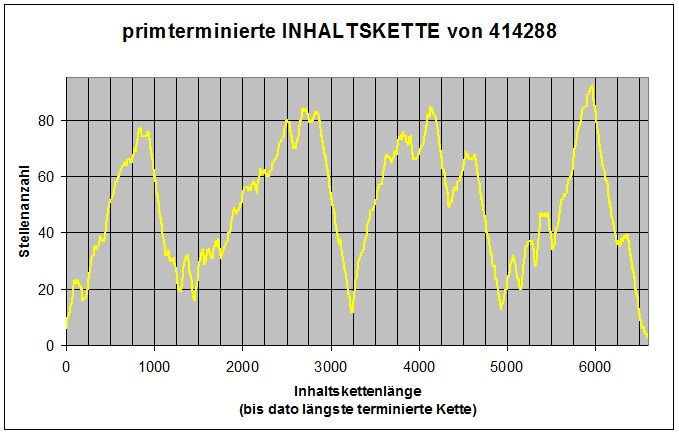
Primterminierte Inhaltskette von 414288 mit längster Kette

Zuletzt kommen noch ein paar Inhaltsketten, die in einer perfekten Zahl oder einem Zykel enden. Da momentan nur eher kurze Inhaltsketten mit einer solchen Eigenschaft bekannt sind, wird auch die Stellenanzahl nicht besonders hoch und unterscheidet sich somit kaum voneinander. Damit man doch einen passablen Graph erhält, wählt man auf der y-Achse statt der Stellenanzahl den Zehnerlogarithmus der Inhaltsnummer, der aufgerundet immer die Stellenanzahl ergibt.
Die Inhaltskette von 19362 terminiert an der 249. Stelle in der perfekten Zahl 8128.
Danach sieht man die Inhaltskette von 976950, die an der 177. Stelle in der perfekten Zahl 6 terminiert.
Die nächsten Inhaltsketten terminieren in einem Zykel.
Zuerst sieht man die Inhaltskette von 2856, welche an der 41. Stelle in der Zahl 14316 mündet und ab da in einen 28er-Zykel übergeht (siehe obiges Beispiel 5).
Danach kommt die Inhaltskette von 9038, welche schon an der 4. Stelle in der Zahl 1184 mündet und ab da in den 2er-Zykel 1184/1210 übergeht.
Es folgt die Inhaltskette von 17490, welche an der 228. Stelle in der Zahl 1264460 mündet und ab da in einen 4er-Zykel übergeht (1264460/1547860/1727636/1305184).
Die nächste Inhaltskette ist von 18922, welche schon an der 2. Stelle in der Zahl 12496 mündet und ab da in einen 5er-Zykel übergeht (siehe obiges Beispiel 4).
Zuletzt sieht man noch die Inhaltskette von 980460, welche an der 98. Stelle in der Zahl 2924 mündet und danach in den 2er-Zykel 2924/2620 übergeht. Diese Inhaltskette dient als Beispiel dafür, dass natürlich auch Ketten mit 2er-Zykel länger sein können.

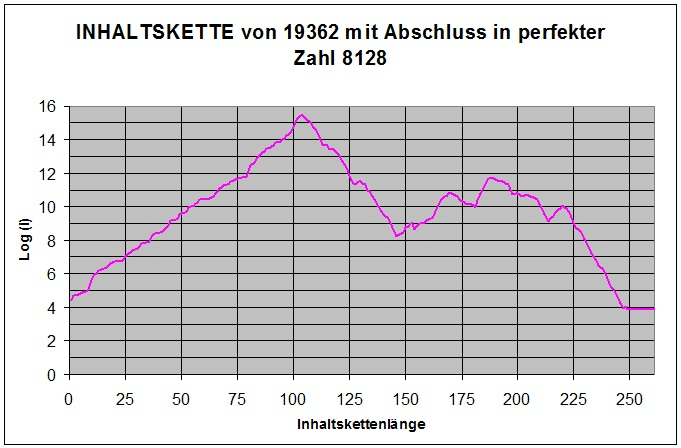
Inhaltskette von 19362 endet in perfekter Zahl 8128
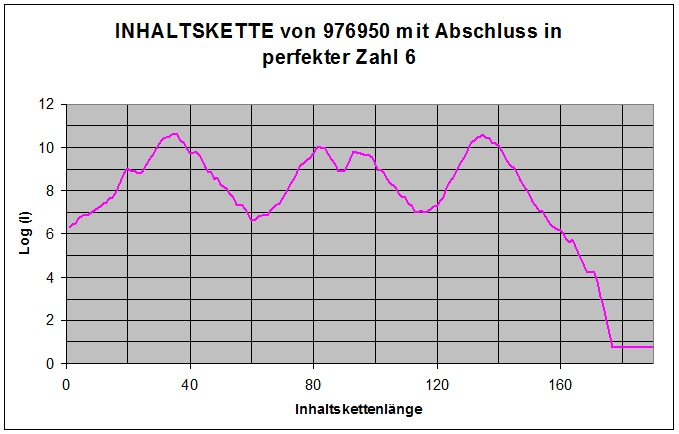
Inhaltskette von 976950 endet in perfekter Zahl 6

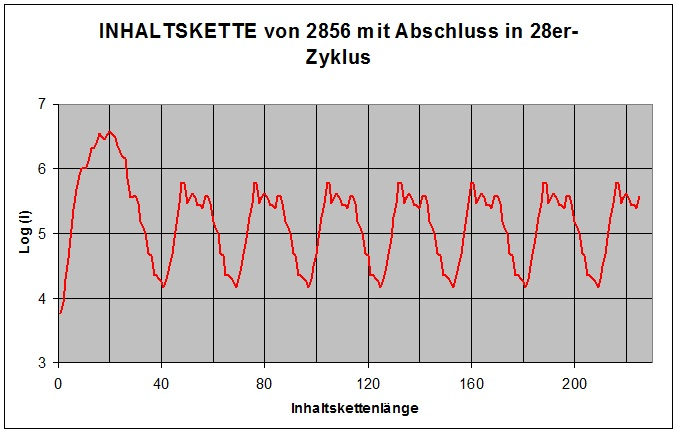
Inhaltskette von 2856 endet in 28er-Zyklus
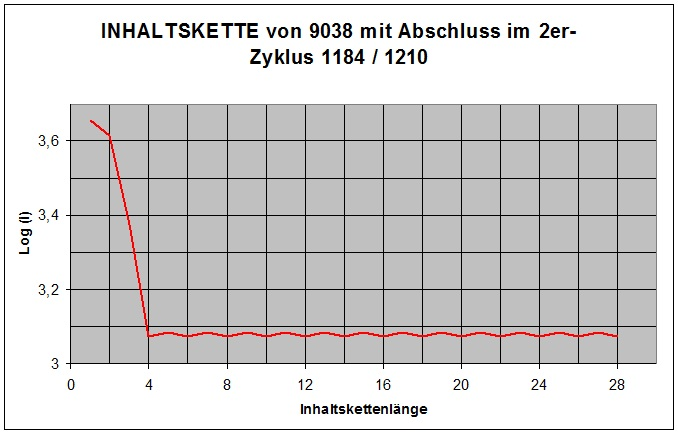
Inhaltskette von 9038 endet in 2er-Zyklus
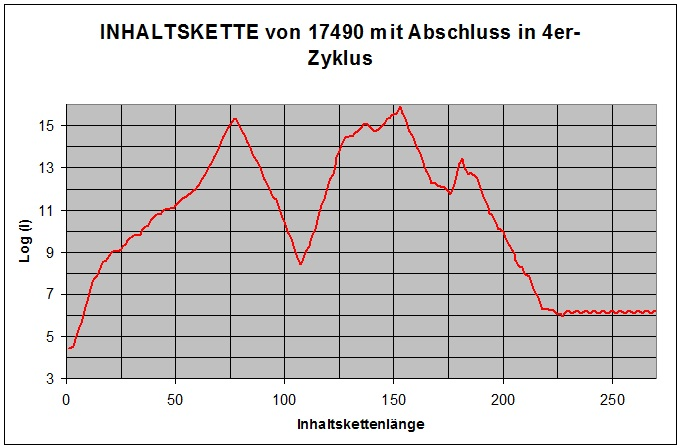
Inhaltskette von 17490 endet in 4er-Zyklus
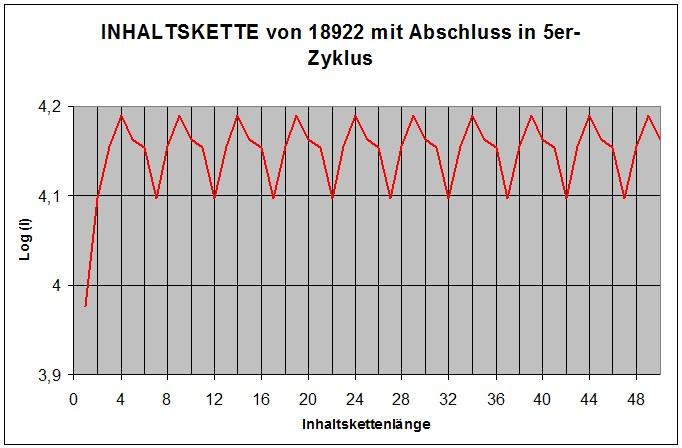
Inhaltskette von 18922 endet in 5er-Zyklus
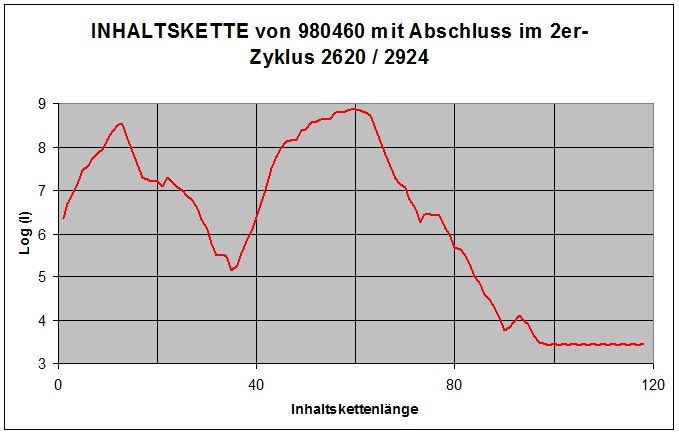
Inhaltskette von 980460 endet in 2er-Zyklus mit längerer Kettenlänge